# Chionaema distincta
Chionaema distincta är en fjärilsart som beskrevs av Rothschild 1912. Chionaema distincta ingår i släktet Chionaema och familjen björnspinnare. Inga underarter finns listade i Catalogue of Life.